# 11311 Peleus
11311 Peleus eller 1993 XN2 är en asteroid i huvudbältet som upptäcktes den 10 december 1993 av det amerikanska astronom paret Eugene M. och Carolyn S. Shoemaker vid Palomar-observatoriet. Den är uppkallad efter Peleus i den grekiska mytologin.
Den tillhör asteroidgruppen Apollo.